# Баженовское
Баже́новское — село в Байкаловском районе Свердловской области, Россия. Административный центр Баженовского сельского поселения. Управляется Администрацией Баженовского сельского поселения.

## Географическое положение
Расстояние от районного центра, села Байкалова, 18 километров на северо-восток. Расстояние от административного центра области, Екатеринбурга, 280 километров на северо-восток. 
Баженовсое находится в умеренном климате, в зоне лесостепи, подзоне осиново-берёзовых лесов, на Пышминской равнине Западно-Сибирской низменности. Почвы чернозёмные, оподзоленные, выщелоченные.
Расположено на левом берегу реки Иленки (приток Ницы), в устье её левого притока — реки Сараевки. На противоположном берегу Сараевки и выше по течению Иленки расположена соседняя деревня Палецкова.

## История
Впервые упоминается в 1721 году в указе Баженовскому попу Иосифу Семенову от митрополита Тобольского и Сибирского Антония о служении благодарственного молебна по случаю заключения мира России со Швецией. Первое известное нанесение на карту — на Карте границ губерний России конца XVIII века. Село было центром волости Ирбитского уезда Пермской губернии.
В 1797 году иждивением прихожан по благословению Митрополита Тобольского Варлаама была построена каменная двухэтажная четырёхпрестольная церковь с колокольней. В селе находился центр прихода, к которому относились десять окрестных деревень. Проводились трёх-пятидневные ярмарки на праздники Воздвижения, Николы Зимнего и Николы Вешнего. Церковь была закрыта в 1930 году, в советское время разрушена.
В 1846 году была открыта земская школа.
В начале XX века все жители села были государственными крестьянами, русскими, православными. Главным занятием сельчан было земледелие, а подспорьем служил извозный промысел, особенно во время Ирбитской ярмарки, а также мелкая торговля и скотоводство.
С 1917 по 1919 годы на территории района проходила гражданская война. В 1919 году установлена советская власть.
В 1930 году была организована огромная коммуна-колхоз "Гигант", в которую вошли все хозяйства района. В течение XX века село в разные годы относилось к Еланскому (до 1929, 1935—1958), Краснополянскому (1929—1935), Байкаловскому (1958—1963, после 1965), Ирбитскому (1963—1965) районам.
В 2006 году село стало центром Баженовского сельского поселения, образованного слиянием Баженовской, Вязовской, Городищенской и Нижнеиленской сельских администраций.

## Население
| 2002 | 2010 | 2021 |
| ---- | ---- | ---- |
| 235  | ↘191 | ↘189 |

## Инфраструктура
В селе Баженовском четыре улицы: Восточная, Революции, Советская и Техническая. Есть почтовое отделение и средняя общеобразовательная школа.